# Gustaf Adolf Jonsson
Gustaf Adolf Jonsson (Estocolm, 26 de juny de 1879 – Estocolm, 30 d'abril de 1949) va ser un tirador suec que va competir a començaments del segle xx.
El 1908 va prendre part en els Jocs Olímpics de Londres, on va disputar tres proves del programa de tir. Va guanyar una medalla de plata en la prova de rifle lliure 300 metres, 3 posicions per equips, mentre en la de rifle militar per equips fou cinquè i quinzè en la de Rifle lliure, 300 metres tres posicions individual.
Quatre anys més tard, als Jocs Olímpics d'Estocolm va disputar tres proves més del programa de tir i guanyà la medalla d'or en la de rifle lliure 300 metres, 3 posicions per equips. En les altres proves quedà en posicions més endarrerides.
El 1920, un cop superada la Primera Guerra Mundial, Jonsson disputà els seus darrers Jocs Olímpics. A Anvers disputà tres proves del programa de tir i guanyà la medalla de bronze en rifle militar, 600 metres per equips, drets, mentre en rifle militar 300-600 metres per equips fou sisè.